# 恩斯特·諾爾特
恩斯特·諾爾特（德語： 1923年1月11日—2016年8月18日）德国历史学家和哲学家，主要关注的领域为法西斯主义和共产主义的比较研究（参见纳粹主义与斯大林主义的比较），柏林自由大学现代史名誉教授。